# Staro Selo (Pernik)
Staro Selo es un pueblo en el oeste de Bulgaria. Se encuentra en el municipio de Radomir, provincia de Pernik .

## Hitos culturales y naturales

### Iglesia de "San Nicolás el hacedor de milagros"
Conocido como "San Nikolái Letni”. Una iglesia en funcionamiento.

### Iglesia de la Ascensión
Conocido como el Santo Salvador